# Mariano Rajoy
Rajoy  Brey est un nom espagnol. Le premier nom de famille, en général paternel, est Rajoy ; le second, en général maternel, souvent omis, est Brey.
Mariano Rajoy Brey [maˈɾjano raˈxoi βɾei], né le 27 mars 1955 à Saint-Jacques-de-Compostelle, est un homme d'État espagnol, membre du Parti populaire (PP), président du gouvernement de 2011 à 2018.
Conservateur des hypothèques de profession, il adhère au parti conservateur Alliance populaire (AP) et se fait élire en 1981 député au Parlement de Galice. En 1983, il entre au conseil municipal de Pontevedra et prend la présidence de la députation provinciale.
En 1986, il entre sur la scène nationale avec une élection au Congrès des députés, dont il démissionne quelques mois plus tard pour devenir vice-président de la Junte de Galice ; il retrouve son siège de député au Congrès en 1989. Il entame alors une ascension dans l'ombre de José María Aznar. Désigné en 1990 vice-secrétaire général du nouveau Parti populaire, il devient ministre des Administrations publiques en 1996, puis ministre de l'Éducation et de la Culture en 1999.
Il dirige la campagne du parti pour les élections de 2000, à l'issue desquelles il est promu « numéro deux » du gouvernement en tant que premier vice-président et ministre de la Présidence. Il passe au ministère de l'Intérieur en 2001. L'année suivante, toujours premier vice-président et de nouveau ministre de la Présidence, il prend également la fonction de porte-parole du gouvernement.
Aznar le choisit pour conduire le PP en vue des élections de 2004. Alors que les sondages lui sont longtemps favorables, il est défait par le PSOE. Élu président du PP, il est le principal opposant à José Luis Rodríguez Zapatero et échoue une nouvelle fois aux élections de 2008. Contesté par l'aile droite du parti, il fait écarter de la direction plusieurs proches d'Aznar.
Aux élections parlementaires de 2011, le Parti populaire remporte la majorité absolue. Rajoy constitue alors un gouvernement de 13 ministres, le plus restreint de l'histoire démocratique espagnole. Poursuivant la politique d'austérité menée par Zapatero, il fait face à une économie dégradée, à un chômage très élevé et à la multiplication des scandales de corruption qui entachent le Parti populaire.
En 2015, après plusieurs échecs électoraux, les élections parlementaires débouchent sur un Congrès sans majorité et le gouvernement assure l'expédition des affaires courantes. Après la tenue de nouvelles élections l'année suivante, le Parti populaire parvient à se maintenir en raison de l'abstention des socialistes. L'année 2017 est marquée par la déclaration d'indépendance de la Catalogne, à laquelle s'oppose le gouvernement.
Renversé en juin 2018 après l'adoption d'une motion de censure, il quitte la vie politique et redevient fonctionnaire.

## Situation personnelle

### Origines galiciennes
Mariano Rajoy Brey naît le 27 mars 1955 à Saint-Jacques-de-Compostelle. Il passe son enfance et le début de son adolescence à Piedrahíta, O Carballiño, Oviedo et enfin León, avant de s'installer avec sa famille à Pontevedra.
Il est le fils de Mariano Rajoy et Olga Brey, et le petit-fils d'Enrique Rajoy Leloup. Son grand-père était professeur des universités à l'université de Saint-Jacques-de-Compostelle et a participé à la rédaction du statut d'autonomie de la Galice en 1936. Son père était juge, et a notamment présidé la cour provinciale de Pontevedra. Sa mère meurt le 18 juillet 1993 et son père le 1er novembre 2018.
Il a deux frères et une sœur, Luis, Enrique, et Mercedes. Le premier est notaire, les deux autres sont conservateurs des hypothèques. Luis meurt d'un cancer le 27 avril 2014, et Mercedes décède le 15 décembre 2019.

### Mariage et enfants
Elvira Fernández Balboa, dite « Viri », est l'épouse de Mariano Rajoy. Ils se sont rencontrés en 1992 dans un bar de Sanxenxo, dans la province de Pontevedra. Le couple se marie quatre ans plus tard, au moment de Noël, et aura deux enfants : Mariano en 1999 et Juan en 2005,.
Elle naît en 1965 à Pontevedra et étudie les sciences économiques à l'université de Saint-Jacques-de-Compostelle. Après son mariage, elle s'installe avec son mari à Madrid, dans le quartier de Moncloa-Aravaca. Elle commence par travailler pour Antena 3, avant d'être recrutée par Telefónica comme analyste de contenus pour le marché audiovisuel.

### Études et vie professionnelle
Il étudie le droit à l'université de Saint-Jacques-de-Compostelle, où il obtient sa licence en 1978. Il passe ensuite avec succès le concours de conservateur des hypothèques, qu'il réussit à l'âge de 24 ans. Il est ainsi le plus jeune titulaire d'un tel poste en Espagne.
En 1979, alors qu'il effectue un voyage de nuit entre Villafranca del Bierzo, où il travaille, et Pontevedra, il est victime d'un accident de voiture à hauteur de la commune de Palas de Rei. Il est ensuite transporté à l'hôpital de Lugo, où il subit une opération chirurgicale de six heures pour lui reconstruire une partie du visage. Deux ans plus tard, Mariano Rajoy prend la décision de porter la barbe de façon permanente afin de dissimuler les cicatrices résultant de cette intervention. Il ne se la rasera qu'une seule fois par la suite, à l'été 1996.
Il partage cette volonté de dissimulation avec l'un de ses adversaires politiques, l'indépendantiste catalan Carles Puigdemont, qui cache pour sa part les conséquences d'un accident de la circulation survenu en 1983 sous sa frange.

## Parcours politique

### Dans l'ombre de Manuel Fraga
À l'origine militant de l'Union nationale espagnole (UNE), il adhère en 1981 à l'Alliance populaire (AP) sur recommandation de Manuel Fraga, fondateur de ce parti de la droite conservatrice et ancien ministre de Francisco Franco,.
Lors des élections parlementaires du 20 octobre 1981, il est élu député au Parlement de Galice. Benjamin de l'assemblée à 26 ans, il est désigné par ses pairs vice-secrétaire du bureau sur décision de Gerardo Fernández Albor. En 1982, il intègre l'administration de la communauté autonome en qualité de directeur général des Relations institutionnelles de la Xunta.
Dans la perspective des élections municipales du 8 mai 1983, l'AP laisse entendre au mois de février que Rajoy pourrait être sa tête de liste à Pontevedra, ce qui force le maire centriste sortant José Rivas Fontán à accepter de prendre la tête d'une alliance de droite et du centre incluant l'AP afin de se maintenir au pouvoir. Deuxième de cette liste, Mariano Rajoy est ainsi élu conseiller municipal. Il prend en juin suivant la présidence de la députation provinciale, fonction pour laquelle il était le troisième choix de José Luis Barreiro, son prédécesseur à la direction de l'AP dans la province. Selon Rivas Fontán, Rajoy n'a quasiment « jamais mis les pieds à l'hôtel de ville » et « Pontevedra ne lui doit rien, comme il ne doit rien à Pontevedra »,.
En décembre 1985, il s'oppose publiquement à Manuel Fraga, en refusant de renoncer à la présidence de l'AP dans la province de Pontevedra au profit de Barreiro, alors que Fraga lui propose en échange d'occuper la première place pour les prochaines élections législatives dans le territoire. Après un entretien avec le président de l'AP à Madrid, Rajoy indique avoir accepté le marché proposé et que ses critiques ont été mal interprétées.

### Rapide ascension
Il est candidat aux élections législatives anticipées du 22 juin 1986, occupant la tête de liste de la Coalition populaire (CP) dans la circonscription de Pontevedra. Élu au Congrès des députés, il est affecté à la commission constitutionnelle et à la commission de la Justice et de l'Intérieur.
Il est nommé, le 5 novembre 1986, vice-président du gouvernement autonomique de la Galice par Gerardo Fernández Albor. Il doit alors démissionner de son mandat de député, qui prend fin le 4 décembre suivant, et de la présidence de la députation provinciale. Il perd son poste en septembre 1987, après qu'une motion de censure a renversé Albor au profit du socialiste Fernando González Laxe.
Il retrouve, en novembre, la présidence provinciale de l'Alliance populaire de Pontevedra, puis est désigné secrétaire général de l'AP de Galice en mai 1988, au cours d'un congrès extraordinaire qui consacre Fraga comme président. Il entre au comité exécutif national du nouveau Parti populaire (PP) — qui remplace l'AP — en janvier 1989.
Il postule de nouveau au Congrès des députés lors des élections législatives anticipées du 29 octobre 1989. À la suite de ce scrutin, il devient membre de la députation permanente du Congrès, ainsi que président de la commission parlementaire de contrôle de la Radio-télévision espagnole (RTVE) pendant quelques mois en 1990.

### Cadre dirigeant du nouveau Parti populaire
Le congrès d'avril 1990 porte José María Aznar, chef de file des élections de 1989, à la présidence du PP et maintient Rajoy au sein de la direction nationale. Il est promu vice-secrétaire général, sous l'autorité de Francisco Álvarez-Cascos, en juin suivant, en conséquence de la démission d'Artur Moreno.
Réélu à ce poste en février 1993, il conserve son siège de député de Pontevedra en juin suivant.
Il est confirmé comme vice-secrétaire général en clôture du congrès de janvier 1996. Il est alors présenté comme ministrable en cas de victoire du Parti populaire aux prochaines élections législatives, étant pressenti pour le poste de ministre des Administrations publiques.

### Premiers portefeuilles ministériels
Le 3 mars 1996, le PP gagne les législatives anticipées, et Mariano Rajoy, qui avait été réélu député, est nommé ministre des Administrations publiques le 6 mai suivant dans le premier gouvernement Aznar. Son mandat est marqué par l'adoption, en 1997, de la loi relative à l'organisation et au fonctionnement de l'administration générale de l'État (LOFAGE), qui régule l'organisation et les missions de l'administration centrale, et la loi relative au gouvernement.
Il change de portefeuille le 19 janvier 1999 et remplace Esperanza Aguirre, fortement critiquée, au ministère de l'Éducation et de la Culture. Juste après cette nomination, il est réélu vice-secrétaire général du PP lors de son XIIIe congrès national.

### Homme de confiance de José María Aznar
En 2000, il dirige la campagne électorale des conservateurs pour les élections du 12 mars, que ces derniers remportent avec la majorité absolue des sièges face aux socialistes. Mariano Rajoy est ensuite nommé, le 28 avril, premier vice-président du gouvernement et ministre de la Présidence.
Moins d'un an plus tard, le 28 février 2001, il remplace Jaime Mayor Oreja, candidat à la présidence du gouvernement du Pays basque, comme ministre de l'Intérieur. À ce poste, il impulse notamment la loi organique sur le droit d'association, approuve le décret d'application de la loi organique sur les droits et devoirs des étrangers, et présente l'avant-projet de loi de prévention de l'alcoolisme.
Lors du vaste remaniement ministériel du 9 juillet 2002, il se convertit en homme fort du gouvernement puisqu'il redevient ministre de la Présidence, conserve sa vice-présidence et est nommé porte-parole du gouvernement,. Dans ses nouvelles fonctions, il a dû affronter deux moments très difficiles du second mandat d'Aznar : la catastrophe du pétrolier Prestige au large de la Galice, et la participation de l'Espagne à la guerre d'Irak voulue par George W. Bush.
Pressenti, avec Rodrigo Rato et Jaime Mayor Oreja, pour succéder à José María Aznar à la direction du PP et comme candidat à la présidence du gouvernement aux législatives de 2004, il est choisi par ce dernier le 1er septembre 2003 et quitte le gouvernement deux jours plus tard.

### Chef de l'opposition

#### Défaite surprise de 2004
Le PP est en tête des sondages à une semaine du scrutin, mais les attentats du 11 mars à Madrid et leur gestion très controversée par le gouvernement, qui accuse l'ETA en lieu et place des islamistes, donnent finalement la victoire au Parti socialiste ouvrier espagnol de José Luis Rodríguez Zapatero. Mariano Rajoy devient alors chef de l'opposition. Élu président du Parti populaire, lors de son XVe congrès national, il s'entoure principalement des tenants de la « ligne dure » au sein du parti, comme l'ancien ministre de l'Intérieur, Ángel Acebes, nommé secrétaire général, et l'ancien ministre du Travail et des Affaires sociales, Eduardo Zaplana, nouveau porte-parole du groupe parlementaire.
Au cours de la législature, il mène une opposition très dure au gouvernement Zapatero, que ce soit sur la réforme du statut d'autonomie de la Catalogne, la régularisation de sept cent mille sans-papiers, le refroidissement des relations avec les États-Unis, l'adoption du mariage homosexuel, ou les négociations avec l'ETA, à la suite de sa déclaration de trêve permanente en 2006.
Le 1er décembre 2005, il est victime, avec Esperanza Aguirre, présidente de la Communauté de Madrid, d'un impressionnant accident d'hélicoptère, filmé par de nombreux médias, mais dont ils sortiront avec de simples contusions,.
Le 19 avril 2007, il reconnaît en direct, dans l'émission Tengo une pregunta par usted, que la communauté internationale s'était trompée en validant l'hypothèse de la présence d'armes de destruction massive en Irak. En octobre de cette même année, il est pris au cœur d'une polémique à la suite d'une conversation avec son cousin au cours de laquelle il minimisait les effets à long terme du réchauffement climatique. Il rectifie ses déclarations peu de temps après.

#### Échec de 2008 et remaniement du PP

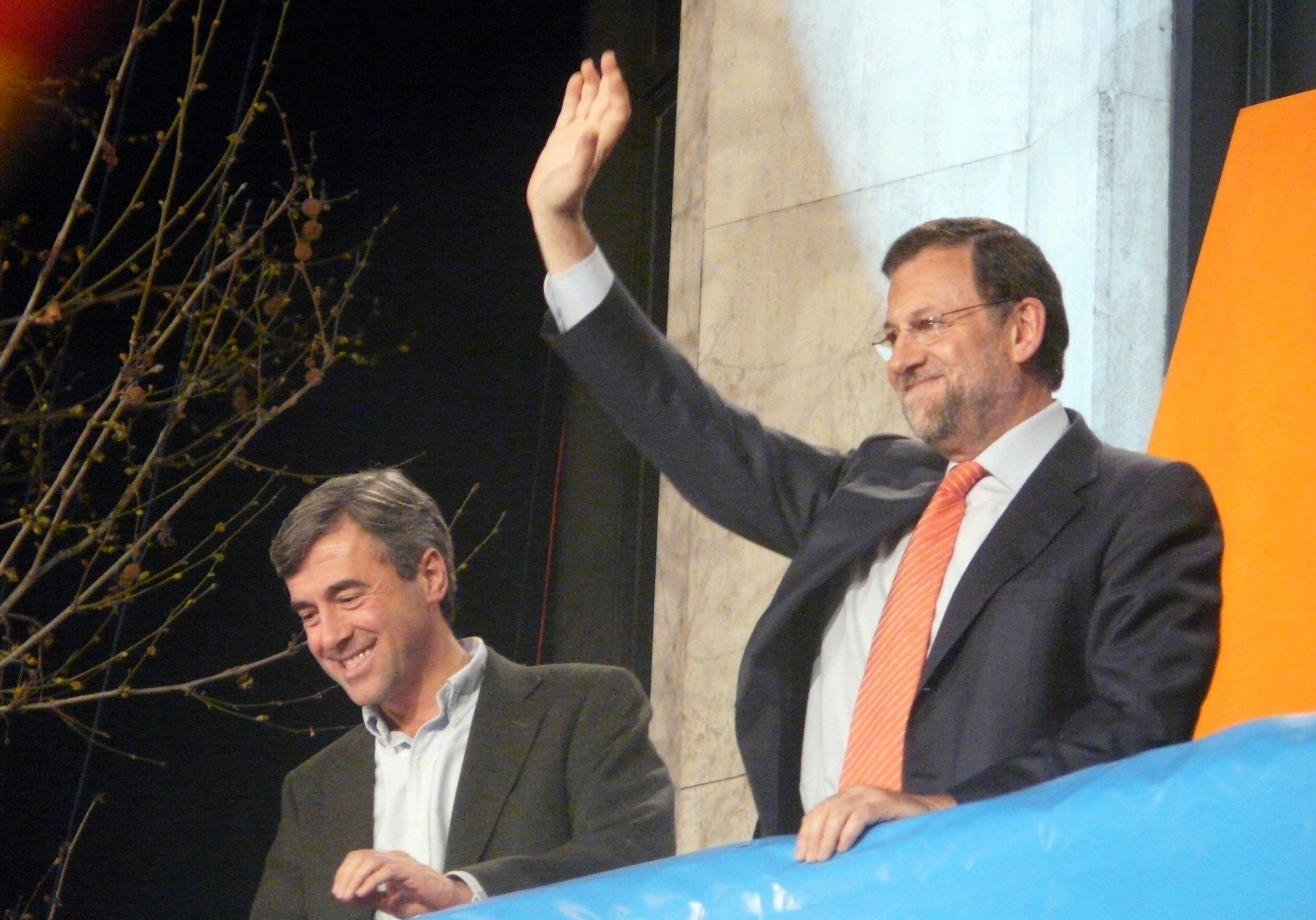
Ángel Acebes et Mariano Rajoy au soir du scrutin de 2008.

De nouveau candidat lors des élections du 9 mars 2008, il perd une seconde fois face au PSOE de Zapatero.
Il décide toutefois de conserver la présidence du parti, à laquelle il est réélu en juin avec 79 % des voix, le plus faible score depuis 1990. Il remplace alors Acebes par María Dolores de Cospedal, et Zaplana par Soraya Sáenz de Santamaría, afin de donner une image plus centriste et moderne au PP. Sa réélection fait l'objet de critiques, notamment d'Esperanza Aguirre, Francisco Álvarez-Cascos ou Juan Costa.
Au mois d'août 2009, Mariano Rajoy apporte son soutien aux déclarations de Cospedal, selon lesquelles le gouvernement espagnol espionnerait les principaux dirigeants conservateurs. Toujours moins populaire que Zapatero, il devance régulièrement ce dernier dans les intentions de vote au cours de l'année 2010.
Face aux graves conséquences de la crise économique mondiale sur l'économie espagnole, il préconise un assouplissement du marché du travail plus grand que celui décidé par le gouvernement, une baisse de la fiscalité sur les entreprises, un plus grand nombre de privatisations et une forte baisse de la dépense publique.
Son avance dans les sondages se confirme au début de l'année 2011, augmentant jusqu'à treize points de différence, mais s'effondre brutalement en avril, après l'annonce de Zapatero qu'il ne sera pas candidat aux prochaines élections générales. Le PP reprend clairement son avance sur le PSOE quelques jours plus tard, le sondage en question indiquant même que, pour la première fois, Mariano Rajoy était mieux perçu que José Luis Rodríguez Zapatero.

## Président du gouvernement

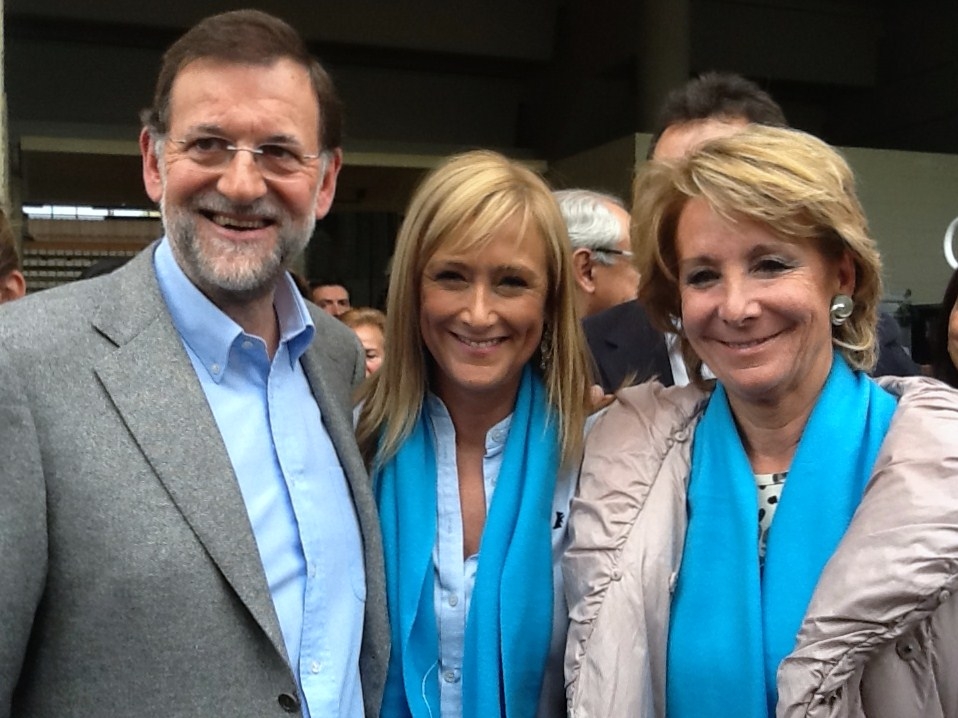
Mariano Rajoy aux côtés de Cristina Cifuentes et Esperanza Aguirre en 2011.

Le 20 novembre 2011, lors des élections générales, le PP remporte 44 % des voix et 185 députés sur 350 au Congrès. Lorsqu'il prend la parole devant les militants du PP fêtant la victoire du parti, Mariano Rajoy déclare qu'il ne promet « aucun miracle », affirme que les Espagnols « feront face à des moments difficiles », mais qu'il a « le désir, la volonté, le courage, la force et le soutien pour former un gouvernement qui réunira tous les Espagnols ». Son principal défi sera de réduire le chômage, qui touche 21 % de la population active.

### Investiture
Le 19 décembre, Mariano Rajoy, désigné candidat à la présidence du gouvernement par Juan Carlos Ier, présente devant le Congrès des députés, son programme de gouvernement. Il affirme que, pour atteindre l'objectif d'un déficit public de 4,4 % du PIB en 2012, un effort de 16,5 milliards d'euros sera nécessaire. Il ajoute que sa seule hausse des dépenses publiques sera la revalorisation des pensions de retraite au 1er janvier 2012, qu'il ne créera aucun emploi dans la fonction publique, à l'exception des forces de sécurité, qu'il compte « redimensionner le secteur public », que la possibilité pour les salariés de profiter d'un jour férié sera déplacée au lundi suivant, afin d'éviter les « ponts », et qu'il mettra fin aux départs anticipés à la retraite.
Il est investi le lendemain par 187 voix pour, 149 contre et 14 abstentions. Il reçoit ainsi le soutien du PP, du Forum des Asturies (FAC) et de l'Union du peuple navarrais (UPN), tandis que le Parti socialiste ouvrier espagnol (PSOE), Convergence et Union (CiU), la Gauche unie (IU) et Union, progrès et démocratie (UPyD) lui refusent la confiance. Le Parti nationaliste basque (PNV), la coalition Amaiur, à la surprise générale, et la Coalition canarienne (CC) s'abstiennent. Il est nommé, quelques heures plus tard, président du gouvernement par le roi Juan Carlos Ier et prête serment, le lendemain, au palais de la Zarzuela, devant le couple royal, Zapatero, les présidents des chambres des Cortes Generales, entre autres.

### Formation du gouvernement

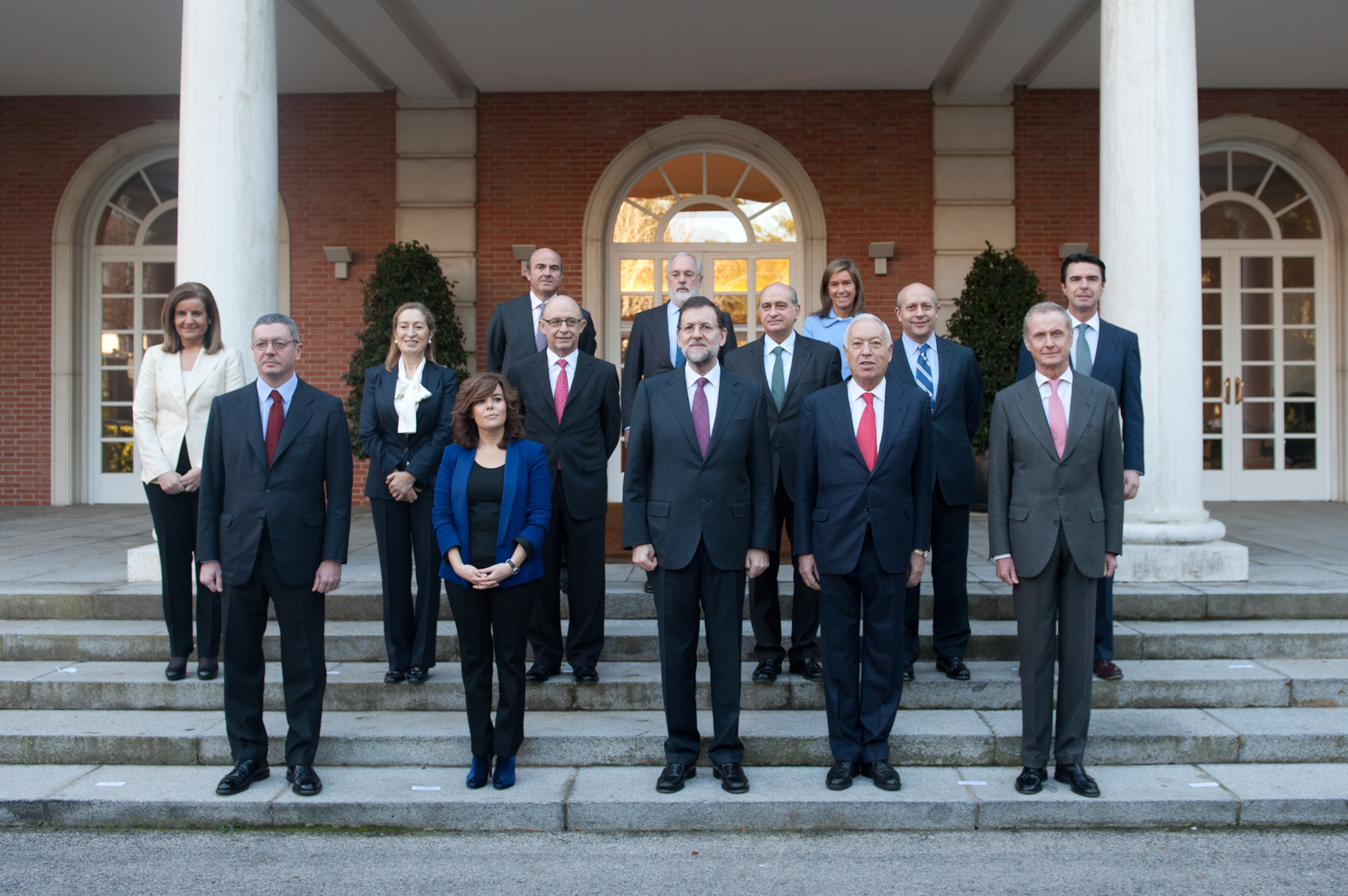
Photo de famille du gouvernement de Mariano Rajoy, au palais de La Moncloa.

Il présente, le 21 décembre, son gouvernement, qui comprend treize ministres, soit le plus faible nombre de l'histoire démocratique espagnole, mais seulement quatre femmes, mettant fin à la parité instituée par Zapatero depuis 2004, même si Soraya Sáenz de Santamaría, vice-présidente du gouvernement, ministre de la Présidence, porte-parole du gouvernement, et Ana Pastor, ministre de l'Équipement, occupent des postes de premier plan.
Les ministères de l'Éducation et de la Culture sont couplés, le ministère de la Science disparaît, comme le département de la Politique territoriale ; le ministère de l'Économie et des Finances est scindé en deux, le ministère de l'Agriculture et de l'Environnement est maintenu, contrairement aux déclarations du nouveau chef de gouvernement, lors du discours devant le Congrès.
Parmi les ministres, Pastor, Cristóbal Montoro, ministre des Finances, et Miguel Arias Cañete, ministre de l'Agriculture, de l'Alimentation et de l'Environnement, faisaient partie du dernier gouvernement Aznar, les deux derniers occupant d'ailleurs les mêmes postes.

### Politique économique
Le 30 décembre, le Conseil des ministres approuve un décret-loi de mesures urgentes permettant 8,9 milliards d'euros d'économie et 6,2 milliards d'euros de recettes nouvelles. Les traitements de la fonction publique sont gelés, la semaine de travail dans l'administration publique passe à 37 heures et demie, les recrutements sont annulés, sauf dans les secteurs de la santé, de l'éducation, de la sécurité, l'aide à la location pour les jeunes est supprimée, le salaire minimum est bloqué, pour la première fois depuis 1966, l'impôt sur le revenu et l'impôt sur les biens immeubles sont augmentés pour 2012 et 2013, mais les pensions de retraite sont revalorisées de 1 %, la prime de 400 euros pour les chômeurs en fin de droit est maintenue, la taxe sur la valeur ajoutée au taux superréduit de 4 % est étendue à l'achat de logements neufs, et la déduction fiscale pour l'achat d'un logement est restaurée. Les allocations au système de sécurité sociale sont par ailleurs largement diminuées.

### Environnement
D'après le journal Reporterre, le bilan du gouvernement de Mariano Rajoy sur la question de l'environnement est assez mauvais : affaiblissement drastique de la protection des parcs nationaux, du littoral et des zones montagneuses, coup d'arrêt donné au développement des énergies renouvelables, prospection pétrolière en haute mer, etc.

### Scandales de corruption

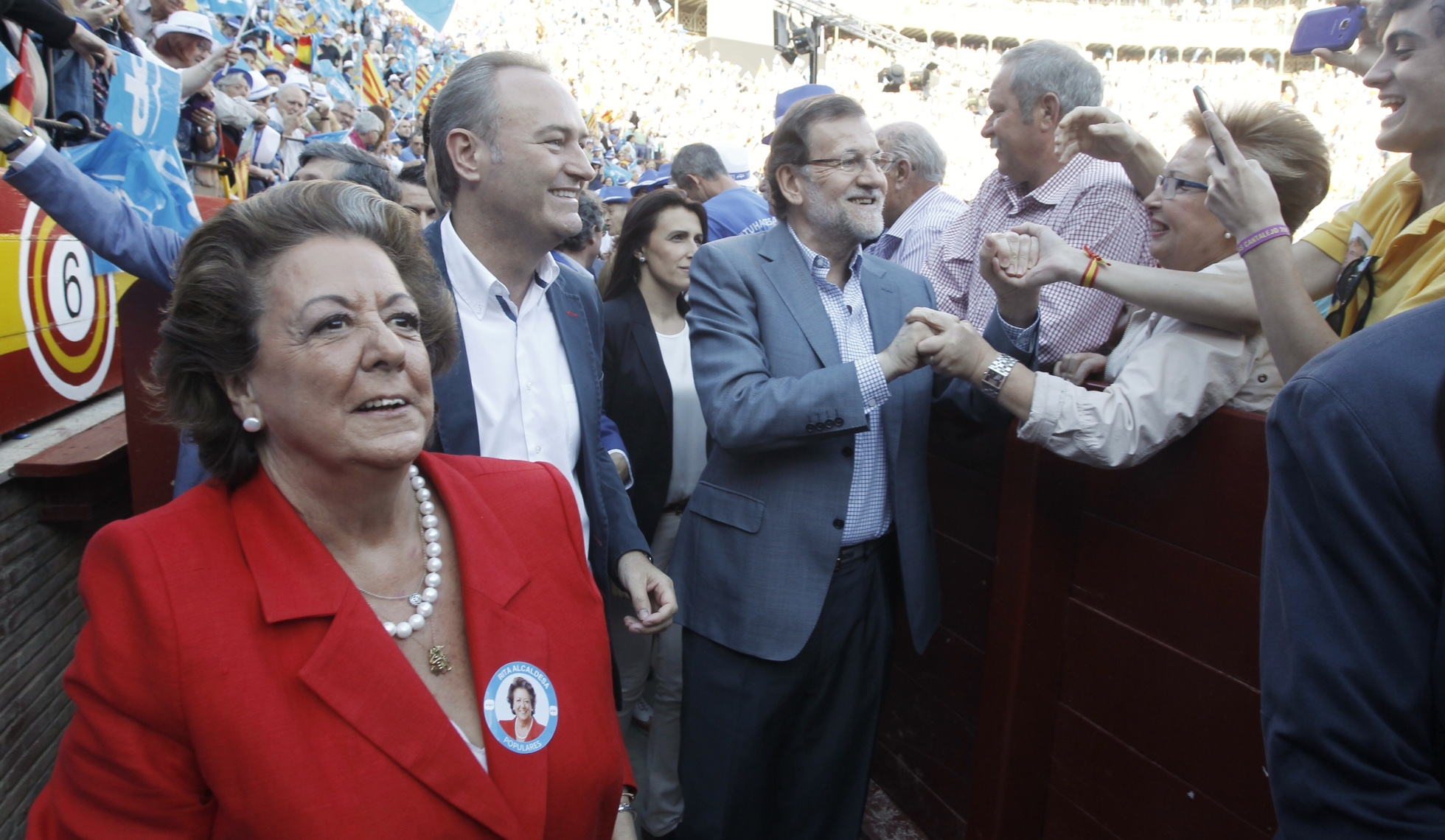
Rita Barberá, Alberto Fabra et Mariano Rajoy lors d'un meeting à Valence en 2015. Le PP de cette région est régulièrement mis en cause dans des scandales politico-financiers.

Le 31 janvier 2013, le quotidien El País publie ce qui est présenté comme la comptabilité occulte du Parti populaire tenue par l'ancien trésorier, Luis Bárcenas, dans laquelle figure le nom de Rajoy, parmi ceux de plusieurs autres cadres de l'époque Aznar, comme bénéficiaires de « compléments de salaire » (sobresueldos), versés périodiquement en liquide et provenant de dons de chefs d'entreprise, entre 1990 et 2008. Selon les notes des anciens trésoriers, 25 200 euros ont été versés annuellement à Rajoy pendant onze ans.
Face à ces révélations, Mariano Rajoy et le Parti populaire ont nié l'existence d'une comptabilité parallèle. En une semaine, change.org parvint à réunir un million de signatures demandant sa démission immédiate.
En juillet 2017, il doit témoigner devant un tribunal au sujet de l'affaire « Gürtel » sur des pots-de-vin versés à des élus et des responsables du PP en échange de contrats publics. Il assure n'avoir « jamais entendu parler de rien ».

### Sujets de société
Le gouvernement Rajoy valide, en décembre 2013, un projet de loi limitant l'avortement aux malformations du fœtus pouvant provoquer un risque pour l'équilibre psychologique de la mère. Ce projet est porté par le ministre de la Justice, Alberto Ruiz Gallardon. Mariano Rajoy décide néanmoins d'annuler la réforme, en septembre 2014, face à la polémique. Il refuse par ailleurs de revenir sur le mariage homosexuel, légalisé en 2005.

### Crise politique de 2015-2016

#### Élections de 2015
En 2015, alors qu'il brigue un second mandat, son parti arrive en tête des élections générales, mais n'obtient pas la majorité absolue lui permettant d'être rapidement ré-investi comme président du gouvernement. Le roi Felipe VI lui propose, le 22 janvier 2016, de se soumettre à une première séance d'investiture au Congrès, ce que Mariano Rajoy décline, considérant qu'il n'a « pour l'instant pas les appuis suffisants »,. L'impossibilité de former un gouvernement tout au long des quatre mois de la législature antérieure provoque la dissolution anticipée des chambres par le roi et la convocation de nouvelles élections pour le 26 juin, conformément à ce qui est prévu à l'article 99.5 de la Constitution.

#### Élections de 2016
En 2016, les élections générales anticipées du mois de juin donnent de nouveau une majorité simple au Parti populaire et le roi propose de nouveau à Mariano Rajoy d'être candidat à l'investiture, ce que ce dernier accepte cette fois. Après une première tentative au cours de laquelle les autres partis politiques campent sur leur position, sa candidature est repoussée par 180 voix contre et 170 pour. Lors de sa seconde tentative au Congrès, il est investi président du gouvernement au second tour de scrutin à la majorité simple avec 170 voix pour, 111 contre et 68 abstentions le 29 octobre. Il est officiellement nommé pour un second mandat le 31 octobre par le souverain Felipe VI, et prête serment le jour même. La présentation de son équipe ministérielle intervient le 3 novembre.

### Crise indépendantiste catalane de 2017
En 2017, son gouvernement fait face au référendum inconstitutionnel sur l'indépendance de la Catalogne. Le 21 octobre, il annonce que l'État recourt à l'article 155 de la Constitution pour rétablir la légalité constitutionnelle et statutaire. Le 27 octobre, le Parlement de Catalogne valide la résolution de déclaration d'indépendance et le Sénat approuve la mise en application de l'article 155.
Mariano Rajoy annonce aussitôt qu'il dissout le Parlement catalan et convoque des élections régionales pour le 21 décembre 2017. Ce scrutin voit la victoire du parti unioniste Ciudadanos à la majorité relative, le maintien de la majorité absolue en sièges des trois partis indépendantistes, une majorité absolue en voix pour les partis opposés à l'indépendance, ainsi qu'une déroute sans précédent du PP, qui obtient moins de 5 % des voix et seulement trois députés sur 135.
À la suite de cette crise, le Parti populaire chute dans les sondages au profit du parti Ciudadanos, qui s'était davantage opposé à l'indépendance catalane,.

## Retrait de la vie politique

### Motion de censure et chute
Le 24 mai 2018, quelques heures après que l'Audience nationale a condamné le Parti populaire au pouvoir dans le cadre de l'affaire Gürtel, Pedro Sánchez prend la décision de déposer une motion de censure contre Rajoy. La motion est enregistrée dès le lendemain, avant même la réunion de la commission exécutive du PSOE, afin d'activer les différentes procédures réglementaires pour son examen.
Le 25 mai, Ciudadanos avait indiqué ne pas soutenir la motion, sauf dans l'objectif de convoquer des élections anticipées, le secrétaire général José Manuel Villegas jugeant que « la solution n'est pas l'opportunisme de Sánchez, qui semble vouloir arriver à La Moncloa par n'importe quel moyen ».
Le 31 mai, le Parti nationaliste basque apporte son soutien à la motion, tandis que Rajoy exclut de démissionner. Il est effectivement renversé le lendemain, par 180 voix contre 169 et une abstention. Il est ainsi le premier président du gouvernement destitué par une motion de censure depuis 1978. Le décret est publié le lendemain, 2 juin.

### Fin de parcours
Il annonce, le 5 juin suivant, à la fin d'une réunion du comité exécutif du Parti populaire, son intention de mettre un « point final » à 37 ans de mandats politiques et de quitter la présidence du parti. Il propose la réunion d'un comité directeur national chargé de préparer un congrès extraordinaire au cours duquel sera élu son successeur. Il indique qu'il ne procédera à aucun changement dans la direction du parti et dans celle du groupe parlementaire et qu'il se maintient durant le laps de temps jusqu'au congrès. Le 7 juin, il fait part de son souhait de quitter « définitivement » la vie politique. La direction élargie convoque le 11 juin le 19e congrès national de manière anticipée.
Le 15 juin, il renonce officiellement à son mandat de député et demande sa réincorporation au corps des conservateurs des hypothèques. Il est ainsi remplacé par Valentina Martínez Ferro.
Refusant de prétendre à sa retraite à vie et au poste qui l'attendait au Conseil d'État, rémunéré 100 000 euros par an, il s'attire la sympathie de la classe politique espagnole, y compris de ses anciens opposants, dont le secrétaire général de Podemos, Pablo Iglesias.
Le 21 juillet 2018, Pablo Casado est élu à la tête du PP par 57,6 % des voix des délégués du parti face à Soraya Sáenz de Santamaría.
Il est convoqué par la justice en mars 2021 pour s'expliquer concernant la « caisse B » que le PP aurait entretenue pendant plus de vingt ans. Celle-ci aurait servi à recevoir des dons anonymes de chefs d’entreprise afin de payer des « compléments de salaires » aux cadres du parti.

## Décorations
- Collier de l'ordre d'Isabelle la Catholique (Espagne)
- Grand-croix de l'ordre de Charles III (Espagne)
- Grand-croix de l'ordre du Mérite du Chili
- Croix-croix de l'ordre de l'Aigle aztèque (Mexique)
- Grand-croix de l'ordre du Soleil (Pérou)
- Grand-croix de l'ordre du Christ (Portugal)
- Grand-croix de l'ordre national de Serbie.